# 森奈奈子 (配音員)
森奈奈子（日语：／ Mori Nanako，1988年2月13日—），前寶塚歌劇團男役，日本的女性聲優、旁白、女優。隸屬Mausu Promotion。
歌劇團時代藝名冴輝千早。退出劇團後轉往聲優的工作，主要為西方電影及電視劇配音。略帶沙啞並散發女性氣質的聲線，多以男裝麗人及成熟女性為主。

## 生平
福岡市立城香中学校畢業後，2003年入學寶塚音樂學校，為91期生。
2005年加入寶塚歌劇團，入團時的成績為47人中的第14名，同期有野野澄花和愛加亞由。初次登上舞台的作品為《マラケシュ・紅の墓標》和《エンター・ザ・レビュー》。同年5月11日被分配到雪組。
2019年2月13日，在自己的Twitter上發表了和一般男性結婚的消息。

## 出演作品

### 電視動畫
2013年
- 神不在的星期天（悪疫（ポックス））

2014年
- CROSSANGE 天使與龍的輪舞（ヒカル）
- 銀河騎士傳（山野栄子、管制官[5]）

2015年
- 偶像學園!（工作人員、秘書）
- 機動戰士GUNDAM 鐵血的孤兒（タービンズ整備士、女性客、宇宙港管理官）
- CROSSANGE 天使與龍的輪舞（イルマ・カンクネン、ナーガ）
- 銀河騎士傳 第九惑星戰役（管制官）
- JoJo的奇妙冒險 星塵鬥士（花京院之母、アナウンス）
- 高校星歌劇（キャスター）
- 重裝武器（副官）
- 六花的勇者（女神官）

2016年
- 偶像學園STARS！（川田）
- 亞爾斯蘭戰記 風塵乱舞（商人）
- 超自然9人组（応答メッセージ）
- 食戟之靈 貳之皿（工作人員(3)）
- JOJO的奇妙冒險 不滅鑽石（少年）
- 救難小英雄24（女性アナ）
- 熱情傳奇
- 魔奇少年（女兵士A、女官A、女官B）

2017年
- 亞人醬有話要說（京子的母親）
- KiraKira☆光之美少女 A La Mode（劍城晶 / 巧克力天使[6]）
- CHAOS;CHILD（拓留的母親）
- 櫻花任務（アンジェリカ[7]）
- ID-0（クルーの声、クルー）
- Re:CREATORS（母親）
- 梵諦岡奇蹟調查官（ダニーの母）
- 此花亭奇譚（咲耶姬）

2018年
- 劍王朝（容宮女）
- 霸穹 封神演義（金光聖母）
- MEGALOBOX 機甲拳擊（白都有希子[8]）
- 實驗品家庭（艾思莉[9]）
- 惡魔高校D×D HERO（廣播、可利安娜·安德雷斐斯）
- 鋼彈創鬥者 潛網大戰（艾蜜莉亞）
- 重神機潘多拉（SP）
- 天狼 Sirius the Jaeger（朵蘿提亞[10]）
- 殺戮的天使（瑞吉兒的母親、少年）
- 偶像活動Friends！（能登鏡）
- 昴宿七星（瑪莉吉安）
- DOUBLE DECKER！道格＆基里爾（廣播B、播報員）
- 隔壁的吸血鬼美眉（作家）
- 終將成為妳（兒玉都[11]）
- HUG! 光之美少女（劍城晶／巧克力天使）※第36~37話
- 雷頓神秘偵探社 ～卡翠的解謎事件簿～（キャリー）

2019年
- 飛翔吧！戰機少女（操縱員）
- 魔法少女特殊戰明日香（楓）
- RobiHachi（阿花）
- 我們真的學不來（加奈的母親）
- 魔法水果籃（秋本）
- 炎炎消防隊（第5天使們3、第5女性隊員）
- 偶像學園Friends！〜閃耀的寶石〜（能登鏡）
- 籃球少年王（若森小百合）
- 巴比倫（女性播音員）
- 食戟之靈 神之皿（老師）

2020年
- A3!（路人）
- number24（幼年伊吹）
- 達爾文遊戲（狙擊手女）
- 異種族風俗娘評鑑指南（拉芙涅特）
- 魔法紀錄 魔法少女小圓外傳（雪野加奈惠）
- 神之塔 -Tower of God-（阿娜克的母親）
- 夢夢貓（常葉的媽媽）
- 魔物娘的醫生（史萊姆）
- 天晴爛漫！（小雨母）
- 禍つヴァールハイト#テレビアニメ（吉賽拉）

2021年
- 2.43 清陰高中男子排球社（柏木三波）
- Re:從零開始的異世界生活 2nd season（譚賽）
- 卡片戰鬥!! 先導者 overDress（近導ナツコ）
- Fairy蘭丸（寶〈幼少期〉、白百合）
- BLUE REFLECTION RAY/澪（仁菜的母親）
- Vivy -Fluorite Eye's Song-（工作人員）
- NOMAD MEGALOBOX 機甲拳擊2（白都有希子）
- 神奇柑仔店（須賀菜穗子）
- 龍族拼圖（大學生）
- 歌劇少女！！（茂丘西奧、星野由紀子、一條明羽、上田真奈美、女學生）
- Love Live! Superstar!!
- 緋紅結繫（信徒、幼年吹雪）
- SELECTION PROJECT（當麻富子）
- 夢夢貓 Mix！（常葉的媽媽）
- 進化果實～不知不覺踏上勝利的人生～（亞朵麗雅娜夫人）

2022年
- 名偵探柯南（瓜生祥子）
- 魯邦三世 PART6（亞莉安娜）
- 薔薇王的葬列（森之聲B、女性）
- 星光魔法（花屋敷翠子）
- 幻想三國誌 -天元靈心記-（小靈的母親）
- JoJo的奇妙冒險 石之海（剃頭女）
- 里亞德錄大地（洛可希錄斯）
- 秘密內幕～女警的反擊～（年輕母親）
- 戀上換裝娃娃（怨電）
- 魔法紀錄 魔法少女小圓外傳 Final SEASON -淺夢的黎明-（雪野加奈惠）
- 魔法使黎明期（魔法學校的學生）
- 舞動不止（女孩的母親）
- 作為女主角！～被討厭的女主角與秘密的工作～（編輯作家）
- 處刑少女的生存之道（神官）
- Healer Girl 歌癒少女（かなの母）
- 境界戰機（新日本軍士兵）
- 神渣☆偶像（鞠莉香）
- Love Live! Superstar!! 第2期
- 異世界藥局（レオニ）
- 卡片戰鬥!! 先導者 will+Dress（近導ナツコ）
- 忍之一時（三橋小南[12]）
- 黃金神威（電話交換手）
- 菜鳥鍊金術師開店營業中（菲利歐妮）
- 呆萌酷男孩（狗主人）

2023年
- 呆萌酷男孩（貴之的母親）
- 冰劍的魔術師將要統一世界（艾比·加奈特[13]）
- Buddy Daddies 殺手奶爸（海坂美咲）
- 淪落者之夜（索爾〈少年期〉）
- 偶像大師 灰姑娘女孩 U149（愛麗絲母）
- World Dai Star（柊望有[14]）
- 獻祭公主與獸王（馬族A）
- Lv1魔王與獨居廢勇者（琳姆）
- 轉生成自動販賣機的我今天也在迷宮徘徊（雪莉）
- 神明選拔（護郎的母親）
- 屁屁偵探（レオナルド・ス・カンク）
- 絆之Allele（數碼聲音）
- 聖劍學院的魔劍使（夏爾那克）

2024年
- 勇氣爆發Bang Bravern（妮娜·科沃斯基[15]）
- 七大罪 啟示錄四騎士（巴姬）
- 異修羅（魔王軍）
- 公主殿下，「拷問」的時間到了（白雪）
- 偶像大師 閃耀色彩（女主持人）
- 烏鴉不擇主（松韻）
- 我要【招架】一切～反誤解的世界最強想成為冒險家～（伊妮斯[16]）
- 異世界自殺突擊隊（諾爾）
- 義妹生活（佐藤教諭）
- 神明選拔 Season2 完結篇（拉爾的母親）
- 噗妮露是可愛史萊姆（小太郎的母親）
- 一兆＄遊戲（主持人）
- 妖怪學校的菜鳥老師！（女高中生、蓮淨由里[17]）

2025年
- 最弱技能《果實大師》 ～關於能無限食用技能果實（吃了就會死）這件事～（虹之衣店主）
- 終究，與你相戀。（柏木美紀）
- 我獨自升級 Season 2 -Arise from the Shadow-（Wing）
- 炎炎消防隊 參之章（第5天使們3）

### 劇場動畫
2017年
- 電影 光之美少女：食尚甜心 清脆出爐！回憶的法式千層酥！（劍城晶／巧克力天使）
- 光之美少女 Dream Stars!（劍城晶／巧克力天使）

2018年
- 光之美少女 Super Stars!（劍城晶／巧克力天使）
- HUG！光之美少女♡光之美少女 All Stars Memories（劍城晶／巧克力天使）

2019年
- 光之美少女 Miracle Universe（劍城晶／巧克力天使）

2024年
- 機動戰士GUNDAM SEED FREEDOM（卡佳里·由拉·阿斯哈[18]）
- （シイナ[19]）

### 網路動畫
2024年
- 机动战士高达 复仇的镇魂曲（Iria Solari）

### 遊戲
2015年
- 逆転オセロニア （ベルフェゴール）
- 問答RPG 魔法使與黑貓維茲（アウラ・アマタ）
- CROSSANGE 天使與龍的輪舞（ナーガ[20]）
- Diss World（スレイプニル[21]）

2016年
- 御城プロジェクト:RE（今治城[22]、五稜郭、亀田御役所土塁[23]）
- 街頭霸王V（サツキ）
- 刀劍神域：Code Register（サニー）

2017年
- 神式一閃 カムライトライブ（ウズナ）
- 超級機器人大戰V（イルマ、ナーガ）
- BLACK WOLVES SAGA - Weiβ und Schwarz -
- プリキュア つながるぱずるん（剣城あきら / キュアショコラ）
- 白貓Project（リアーナ）
- 英雄聯盟（剎雅）

2018年
- Fate/Grand Order（蘭陵王）
- 人中之龍 online（東出塔子）
- 劍魂VI（多喜）

2019年
- 明日方舟（坚雷）

2020年
- 最后生还者 第II章（埃比）

2022年
- 原神（「僕人」阿蕾奇諾）
- 拳皇全明星（多喜）

2024年
- 暗喻幻想：ReFantazio（法比安妮）

## 外部連結
- 森なな子Official Blog （页面存档备份，存于）
- マウスプロモーションによる公式プロフィール （页面存档备份，存于）
- 森奈奈子的X（前Twitter）
- 森奈奈子的Instagram帳戶
- 森奈奈子的Facebook專頁